# Pankowskipiscis haqelensis
Pankowskipiscis haqelensis è un pesce osseo estinto, appartenente agli osteoglossiformi. Visse nel Cretaceo superiore (Cenomaniano, circa 100 - 95 milioni di anni fa) e i suoi resti fossili sono stati ritrovati in Libano.

## Descrizione
Questo pesce era di piccole dimensioni e a stento raggiungeva i 10 centimetri di lunghezza. Era dotato di un corpo alto e compresso lateralmente, caratterizzato da una pinna dorsale bassa e allungata che percorreva gran parte della linea mediana del corpo. Il muso era corto, e il profilo era fortemente aquilino. L'osso dermetmoide era autogeno e sovrastava il mesetmoide; erano presenti piccole ossa nasali tubolari, separate l'una dall'altra dai frontali. Le fauci erano dotate di grandi denti conici. La mascella era dotata di una regione posteriore allargata; non era presente la supramaxilla, mentre l'articolare era di grandi dimensioni. 

## Classificazione
Pankowskipiscis è considerato un membro  Pantodontidae, una famiglia di pesci osteoglossiformi comprendente una specie attuale (Pantodon buchholzi) e altre quattro specie fossili del Libano (Prognathoglossum kalassyi, Capassopiscis pankowskii, Petersichthys libanicus e Palaeopantodon vandersypeni). 
Pankowskipiscis haqelensis venne descritto per la prima volta nel 2021, sulla base di resti fossili ritrovati in Libano nella zona di Haqel, in sedimenti di origine marina risalenti al Cenomaniano.